# قلعة بلغراد
قلعة بلغراد ((بالسيريلية الصربية: Београдска тврђава، رومنة: Beogradska tvrđava)؛ بالمجرية: Nándorfehérvár) تتألف من القلعة القديمة (المدينة العليا والسفلى) وحديقة كاليمجدان (الكاليمجدان الكبرى والصغرى)، وتقع عند التقاء نهري سافا والدانوب، في قلب بلغراد الحديثة، صربيا.
توجد القلعة ضمن بلدية ستاري غراد، وتشكّل النواة التاريخية للمدينة. وبصفتها إحدى أبرز معالم التراث الثقافي في بلغراد، فقد وُضعت تحت الحماية فور انتهاء الحرب العالمية الثانية، وكانت من أوائل المواقع التي أُدرجت رسميًا كمعالم ثقافية في صربيا.
في عام 1979، أُعلنت القلعة معلمًا ثقافيًا ذا أهمية استثنائية، وهي تخضع لحماية جمهورية صربيا.
تُعد القلعة أكثر المعالم السياحية جذبًا للزوار في بلغراد، تليها منطقة سكادارليا الشهيرة.
نظرًا لكون الدخول إليها مجانيًا، يُقدَّر أن إجمالي عدد الزوار، سواء من المحليين أو الأجانب أو سكان بلغراد، يتجاوز 2 مليون زائر سنويًا.